# Cerco de Tsingtao
O Cerco de Tsingtao, também chamado de Batalha de Tsingtau, foi o ataque realizado ao porto alemão de Tsingtao (Qingdao) na China no decorrer da Primeira Guerra Mundial pelo  Japão e o Reino Unido.
O cerco de Tsingtao ocorreu entre o dia 31 de Outubro e 7 de Novembro de 1914, foi disputado entro Império do Japão e o Reino Unido de um lado, e o Império Alemão de outro. O certo foi o primeiro encontro entre as forças Japonesas e Alemãs, e também a primeira operação Anglo-Japonesa realizada durante a guerra. Antes disso, já em 27 de agosto foi iniciado um bloqueio ao porto e em 17 de outubro tiveram início as manobras navais.

## Antecedentes
Ao longo do século XIX, o Império Alemão, assim como outras potências da Europa, participou de uma acordo imperialista sobre as posses coloniais. A partir daí, com outras potências, a Alemanha começou a interferir nas questões internas chinesas. Depois do chamado "Incidente Juye", aonde dois missionários alemães foram assassinados, em 1897, a China foi forçada a transferir a região de Kiaochow, em Shantung (atualShandong) para os alemães em 1898, por um prazo de 99 anos. A Alemanha então começou a reforçar sua influência no resto da província e construir a cidade e o porto de Tsingtao. A cidade tornou-se a base da marinha alemã, parte do esquadrão alemão do extremo oriente, que operou no apoio das colônia alemãs no Pacífico.
A presença alemã crescente constituiu uma ameaça ao Reino Unido na região, que possuía sua própria posse em Weihaiwei, também em Shantung, como um porto naval e central de abastecimento de carvão, enquanto a aliada Rússia possuía seu próprio arrendamento em Port Arthur (atualmente Lüshunkou), similar ao enclave da França em Kwang-Chou-Wan. Os britânicos haviam começado também a estreitar os laços com o Japão.

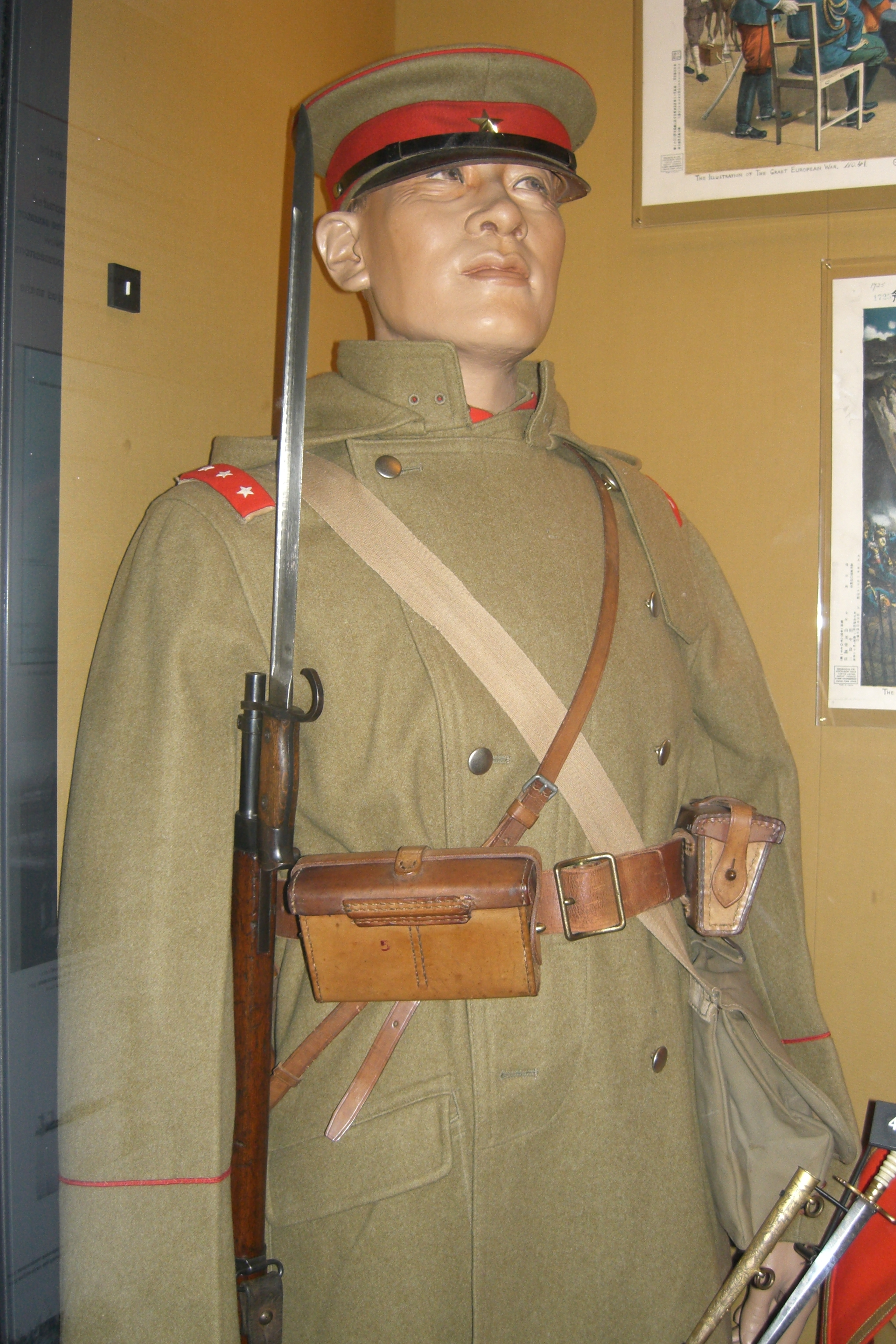
Uniforme utilizado pelo exército imperial Japonês em Kiaochow.

O desenvolvimento Japonês no século 19 espelhava aquele alcançado pelas potências imperialistas, avançando também sobre o continente asiático. As relações diplomáticas entre o Japão e Grã-Bretanha ficaram próximas e a Aliança Anglo-Japonesa foi assinada no dia 30 de Janeiro de 1902. Foi um acordo necessário, especialmente para o Japão, que considerou-o como um passo importante para deter seu principal rival na região, a Rússia. O Japão demonstrou seu poderio econômico-militar com sua vitória na Guerra Russo-Japonesa entre 1904 e 1905 e a aliança com os britânicos continuou durante a Primeira Grande Guerra.
Com o estopim da guerra na europa em agosto de 1914, os britânicos prontamente acionaram a aliança com os japoneses. No dia 15 de Agosto os japoneses emitiram um ultimato exigindo que a Alemanha retirasse seus navios de guerra das águas chinesas e japonesas e transferisse o controle de seu porto em Tsingtao para o Japão. No dia seguinte, o Major-General Mitsuomi Kamio recebeu a ordem para preparar o assalto à Tsingtao. O ultimato expirou no dia 23 de agosto e o Japão declarou guerra à Alemanha.
No início das escaramuças, os navios do esquadrão do leste asiático sob o comando do Almirante Maximilian von Spee estavam espalhados em diversas colônias do pacífico em missões de rotina. Os navios se reuniram nas Ilhas Mariana do Norte para abastecimento, com exceção do SMS Emden, e seguiu pelo Oceano Índico a caminho da costa da América do Sul. O esquadrão alemão abordou e destruiu um esquadrão da Marinha Real Britânica na Batalha do Coronel no Chile, antes de ser destruído na Batalha das Malvinas no extremo sul do continente americano.

## Consequências
Os sitiados tiveram 199 baixas e o restante foi feito prisioneiro. Do lado britânico houve somente 16 mortos, enquanto os japoneses tiveram que arcar com as baixas mais pesadas: 3 navios afundados e mais de 700 mortos. Ainda assim os custos foram considerados baixos para os vencedores se considerarmos que estavam atacando uma grande base naval fortificada. Durante anos a imprensa alemã propagaram a falsa informação de que a batalha custou aos aliados 12 mil baixas. O porto enfim foi cedido aos japoneses e os navios que puderam ser aproveitados, como o Kaiserin Elizabeth foram confiscados pelas forças britânicas e usados nas batalhas futuras.

### Livros
- Radó, Antal, ed. (1919). «Csingtao eleste» [The fall of Tsingtao]. A világháború naplója [Diary of the World War] (em húngaro). IV.. Budapest, Hungary: Lampel R. könyvkiadó
- Burdick, Charles B. The Japanese Siege of Tsingtao (1976).
- Falls, Cyril The Great War, (1960), p. 98–99.
- Haupt, Werner. Deutschlands Schutzgebiete in Übersee 1884–1918 [Germany’s Overseas Protectorates 1884–1918]. Friedberg: Podzun-Pallas Verlag. 1984.  ISBN 3-7909-0204-7
- Hoyt, Edwin P. The Fall of Tsingtao (1975).
- Keegan, John The First World War, (1998). p. 206.
- Reynolds, Francis World's War Events, Vol. I, (1919), p. 198–220.
- Schultz-Naumann, Joachim. Unter Kaisers Flagge, Deutschlands Schutzgebiete im Pazifik und in China einst und heute [Under the Kaiser’s Flag, Germany’s Protectorates in the Pacific and in China then and today]. Munich: Universitas Verlag. 1985.

### Sítios da Internet
- András Veperdi. «The protected cruiser SMS Kaiserin Elisabeth in defence of Tsingtao, in the Year of 1914». mateinfo.hu. Budapest, Hungary: Hungarian Seamen's Association. Consultado em 24 de julho de 2013